# Liste des châteaux de Vaucluse
Cet article recense de manière non exhaustive les châteaux (de défense ou d'agrément), maisons fortes, mottes castrales, situés dans le département français de Vaucluse. Il est fait état des inscriptions et classements au titre des monuments historiques.

## Liste
| Icône            | Signification    | Abréviations             | Abréviations                  | Abréviations             | Abréviations           |
| ---------------- | ---------------- | ------------------------ | ----------------------------- | ------------------------ | ---------------------- |
| Château fort     | Château fort     | = Bastide                | = Ferme fortifiée             | = Maison forte           | = (Néo-)Palladianisme  |
| Renaissance      | Renaissance      | = Château gascon         | = Folie (montpelliéraine)     | = Manoir, Gentilhommière | = Résidence épiscopale |
| Domaine viticole | Domaine viticole | = Classicisme, classique | = Forteresse, fort(ification) | = Maison (noble)         | = Style Beaux-Arts     |
| Palais           | Palais           | = Commanderie            | = Gothique (flamboyant)       | = Néo-baroque            | = Style Second Empire  |
| Ruine ou disparu | Ruine, disparu   | = Château pinardier      | = Hôtel particulier           | = Néo-classique          | = Style italianisant   |
|                  |                  | = Demeure seigneuriale   | ... = Style Louis XII...XVI   | = Néo-gothique           | = Style troubadour     |
|                  |                  | = Éclectisme             | = Logis (seigneurial)         | = Néo-Renaissance        | = Villa (de Nice)      |
| Baroque, rococo  | Baroque, rococo  | = Édifice religieux      | = Motte castrale/féodale      | = Pavillon de chasse     | = Styles du XXe siècle |

| Type                                               | Nom                                                                  | Commune                | Coordonnées | Protection                                                    | Note                        | Illustration |
| -------------------------------------------------- | -------------------------------------------------------------------- | ---------------------- | --- | ------------------------------------------------------------- | --------------------------- | ------------ |
| Château fort · Renaissance                         | Château d'Ansouis                                                    | Ansouis                | Classé MH (1948) · Notice no PA00081798                                                                         | Moyen Âge, XVIIe siècle                                       | 43° 44′ 20″ N, 5° 27′ 50″ E |              |
| Palais · Gothique (flamboyant) · Édifice religieux | Palais des papes                                                     | Avignon                | Classé MH (1840) · Notice no PA00081941 · « Peinture », notice no PM84000263 · Patrimoine mondial (1995) UNESCO | XIVe siècle                                                   | 43° 57′ 03″ N, 4° 48′ 27″ E |              |
| Château fort · Renaissance                         | Château du Barroux                                                   | Barroux                | Inscrit MH (1920) · Classé MH (1963) · Notice no PA00081957                                                     | Moyen Âge, XVIIIe siècle                                      | 44° 08′ 15″ N, 5° 05′ 59″ E |              |
| Forteresse, fort(ification) · Ruine ou disparu     | Fort de Barry                                                        | Bollène                | Inscrit MH (1922) · Notice no PA00081973                                                                        | XIIe siècle                                                   | 44° 18′ 58″ N, 4° 45′ 22″ E |              |
| Renaissance                                        | Château de Buoux                                                     | Buoux                  | Classé MH (1996) · Notice no PA00081984 · Notice no IA84000739                                                  | XVe et XVIe siècles, XVIIe et XVIIIe siècles                  | 43° 50′ 09″ N, 5° 22′ 17″ E |              |
| Château fort · Ruine ou disparu                    | Fort de Buoux                                                        | Buoux                  | Classé MH (1986) · Notice no PA00081985                                                                         | XIIIe et XVIe siècles                                         | 43° 49′ 05″ N, 5° 22′ 47″ E |              |
| Château fort                                       | Château de Cabrières                                                 | Cabrières-d'Avignon    | Inscrit MH (1979) · Notice no PA00081987                                                                        | XIIe siècle, XVIe et XVIIe siècles                            | 43° 53′ 33″ N, 5° 08′ 54″ E |              |
| Château fort · Ruine ou disparu                    | Donjon de Cairanne                                                   | Cairanne               | | XIIe siècle                                                   |                             |              |
| Château fort · Domaine viticole · Ruine ou disparu | Château de Châteauneuf-du-Pape                                       | Châteauneuf-du-Pape    | Classé MH (1892) · Notice no PA00082028                                                                         | XIIe et XIVe siècles                                          | 44° 03′ 28″ N, 4° 49′ 46″ E |              |
| Château fort · Ruine ou disparu                    | Château de l'Hers                                                    | Châteauneuf-du-Pape    | Inscrit MH (1973) · Notice no PA00082029                                                                        | XIIe et XIIIe siècles, XIVe siècle                            | 44° 03′ 15″ N, 4° 47′ 30″ E |              |
| Néo-classique                                      | Château Matinay (Château du Martinet)                                | Carpentras             | Inscrit MH (1945) · Notice no PA00082000                                                                        | XVIIe et XIXe siècles                                         | 44° 03′ 53″ N, 5° 04′ 45″ E |              |
| Néo-Renaissance                                    | Château de Val-Seille                                                | Courthézon             | Inscrit MH (1994) · Notice no PA00132747                                                                        | XIXe siècle, hôtel de ville                                   | 44° 05′ 25″ N, 4° 52′ 59″ E |              |
| Château fort · Ruine ou disparu                    | Château d'Entrechaux                                                 | Entrechaux             | « Photo », notice no APHF000300A                                                                                | Moyen Âge                                                     | 44° 13′ 10″ N, 5° 08′ 16″ E |              |
| Château fort · Ruine ou disparu                    | Château de Vaucluse (des évêques de Cavaillon, de Pétrarque)         | Fontaine-de-Vaucluse   | Inscrit MH (1931) · Notice no PA00082039                                                                        | Moyen Âge                                                     | 43° 55′ 15″ N, 5° 07′ 47″ E |              |
| Classicisme, classique                             | Château de Gignac                                                    | Gignac                 | Inscrit MH (1997) · Notice no PA84000012                                                                        | XVIIIe siècle                                                 | 43° 55′ 10″ N, 5° 31′ 38″ E |              |
| Château fort · Renaissance                         | Château de Gordes                                                    | Gordes                 | Classé MH (1931) · Inscrit MH (1949) · Notice no PA00082042                                                     | Moyen Âge, XVIe siècle                                        | 43° 54′ 40″ N, 5° 12′ 00″ E |              |
| Néo-classique                                      | Château de Pradines (Domaine de Pradines)                            | Grambois               | Inscrit MH (2007) · Notice no PA84000048 · Notice no IA84000746                                                 | XIXe et XXe siècles                                           | 43° 46′ 13″ N, 5° 35′ 41″ E |              |
| Château fort · Ruine ou disparu                    | Château de Lacoste                                                   | Lacoste                | Inscrit MH (1992) · Notice no PA00082229                                                                        | Moyen Âge                                                     | 43° 49′ 57″ N, 5° 16′ 20″ E |              |
| Château fort · Ruine ou disparu                    | Château de Lagnes                                                    | Lagnes                 | « Photo », notice no MHR93_00845796                                                                             | XIIIe siècle, XVIe et XVIIe siècles                           | 43° 53′ 38″ N, 5° 06′ 54″ E |              |
| Château fort · Néo-classique                       | Château de Lauris                                                    | Lauris                 | Inscrit MH (2003) · Notice no PA84000036                                                                        | Moyen Âge, XVIIIe et XIXe siècles, XXe siècle                 | 43° 44′ 45″ N, 5° 18′ 38″ E |              |
| Renaissance                                        | Château de Lioux                                                     | Lioux                  | |                                                               | 43° 56′ 37″ N, 5° 17′ 20″ E |              |
| Château fort · Ruine ou disparu                    | Château du Castellas                                                 | Lioux                  | | XVIe siècle                                                   | 43° 58′ 06″ N, 5° 17′ 32″ E |              |
| Château fort · Renaissance                         | Château de Javon                                                     | Lioux                  | Inscrit MH (1978) · Notice no PA00082063                                                                        | Moyen Âge, XVIe siècle                                        | 43° 59′ 50″ N, 5° 20′ 28″ E |              |
| Bastide                                            | Château Parrotier                                                    | Lioux                  | | XVIIIe siècle                                                 | 43° 56′ 31″ N, 5° 16′ 55″ E |              |
| Classicisme, classique                             | Château de Talaud                                                    | Loriol-du-Comtat       | Inscrit MH (1988) · Notice no PA00082064                                                                        | XVIIIe siècle                                                 | 44° 03′ 54″ N, 4° 59′ 52″ E |              |
| Néo-baroque                                        | Château de la Corrée                                                 | Lourmarin              | Inscrit MH (2003) · Notice no PA84000037                                                                        | XVIIe et XVIIIe siècles, XIXe siècle                          | 43° 45′ 31″ N, 5° 21′ 28″ E |              |
| Château fort · Renaissance                         | Château de Lourmarin                                                 | Lourmarin              | Inscrit MH (1946, 1948) · Classé MH (1979) · Notice no PA00082066                                               | XIIe siècle, XVe et XVIe siècles                              | 43° 45′ 52″ N, 5° 21′ 33″ E |              |
| Château fort · Ruine ou disparu                    | Château de Malaucène                                                 | Malaucène              | | Moyen Âge, démoli, aujourd'hui un calvaire                    | 44° 10′ 23″ N, 5° 07′ 56″ E |              |
| Château fort · Ruine ou disparu                    | Vieux château de Mérindol                                            | Mérindol               | Inscrit MH (1997) · Notice no PA84000015                                                                        | XIIIe et XIVe siècles                                         | 43° 45′ 32″ N, 5° 11′ 57″ E |              |
| Château fort · Renaissance                         | Château de Mirabeau                                                  | Mirabeau               | Notice no IA84000129                                                                                            | XIIe et XVIe siècles, XVIIIe et XIXe siècles                  | 43° 42′ 12″ N, 5° 39′ 25″ E |              |
| Château fort · Ruine ou disparu                    | Château de Mondragon                                                 | Mondragon              | | Moyen Âge                                                     | 44° 14′ 13″ N, 4° 42′ 56″ E |              |
| Château fort · Ruine ou disparu                    | Château de Mornas                                                    | Mornas                 | Inscrit MH (1927) · Notice no PA00082089                                                                        | XIe et XIVe siècles                                           | 44° 12′ 21″ N, 4° 43′ 45″ E |              |
| Château fort · Renaissance                         | Château de Murs                                                      | Murs                   | « Photo », notice no AP84HN0132                                                                                 | XIIe et XVIe siècles                                          | 43° 57′ 09″ N, 5° 14′ 31″ E |              |
| Classicisme, classique · Domaine viticole          | Château la Nerthe                                                    | Châteauneuf-du-Pape    | | XVIIIe siècle                                                 | 44° 02′ 58″ N, 4° 51′ 30″ E |              |
| Château fort · Néo-classique                       | Château d'Oppède                                                     | Oppède                 | Classé MH (1925) · Notice no PA00082092                                                                         | Moyen Âge                                                     | 43° 49′ 53″ N, 5° 09′ 41″ E |              |
| Classicisme, classique                             | Château Saint-Joseph (Château des trois fontaines)                   | Pernes-les-Fontaines   | | Infos                                                         | 43° 58′ 59″ N, 5° 01′ 03″ E |              |
| Château fort · Ruine ou disparu                    | Château des comtes de Toulouse                                       | Pernes-les-Fontaines   | Inscrit MH (1928) · Notice no PA00082129                                                                        | Moyen Âge, tour de l'Horloge                                  | 43° 59′ 54″ N, 5° 03′ 32″ E |              |
| Logis                                              | Château l'Ermitage                                                   | Pernes-les-Fontaines   | | hôtel                                                         | 44° 00′ 53″ N, 5° 03′ 12″ E |              |
| Maison forte · Ruine ou disparu                    | Tour Ferrande                                                        | Pernes-les-Fontaines   | Classé MH (1862) · Notice no PA00082128                                                                         | Moyen Âge                                                     | 43° 59′ 53″ N, 5° 03′ 26″ E |              |
| Hôtel particulier · Maison (noble)                 | Tour Giberti (Tour Chauvet)                                          | Pernes-les-Fontaines   | Inscrit MH (2019) · Notice no PA84000081                                                                        | Moyen Âge, XVIe et XVIIe siècles                              | 43° 59′ 51″ N, 5° 03′ 34″ E |              |
| Néo-classique                                      | Château de Crochans                                                  | Piolenc                | Inscrit MH (2003) · Notice no PA84000039                                                                        | XVIIIe et XIXe siècles                                        | 44° 09′ 43″ N, 4° 46′ 17″ E |              |
| Château fort                                       | Château de Fargues                                                   | Le Pontet              | Inscrit MH (1982) · Classé MH (1982) · Notice no PA00082136                                                     | XIVe et XVe siècles                                           | 43° 57′ 26″ N, 4° 51′ 34″ E |              |
| Bastide                                            | Château de Rustrel                                                   | Rustrel                | Inscrit MH (1989) · Classé MH (1989) · Notice no PA00082141                                                     | XVIIe siècle                                                  | 43° 55′ 30″ N, 5° 29′ 03″ E |              |
| Classicisme, classique                             | Château de Thézan                                                    | Saint-Didier           | Inscrit MH (1975, 2022) · Notice no PA00082146                                                                  | XVIIIe siècle                                                 | 44° 00′ 16″ N, 5° 06′ 41″ E |              |
| Bastide                                            | Château de Bourgane (Domaine de Bourgane)                            | Saint-Saturnin-lès-Apt | Inscrit MH (2003) · Notice no PA84000040                                                                        | XVIe et XVIIe siècles, XVIIIe et XIXe siècles                 | 43° 55′ 25″ N, 5° 23′ 08″ E |              |
| Château fort · Ruine ou disparu                    | Château de Saint-Saturnin-lès-Apt                                    | Saint-Saturnin-lès-Apt | « Photo », notice no MHR93_00846324                                                                             | Moyen Âge                                                     | 43° 56′ 43″ N, 5° 23′ 01″ E |              |
| Château fort · Renaissance                         | Château de Saumane                                                   | Saumane-de-Vaucluse    | Classé MH (2020) · Notice no PA00082162 · Notice no IA84000750                                                  | XVe et XVIe siècles, XVIIIe siècle                            | 43° 56′ 15″ N, 5° 06′ 23″ E |              |
| Néo-classique                                      | Château de Brantes                                                   | Sorgues                | Inscrit MH (1987, 2016) · Notice no PA00082167                                                                  | XVIIIe et XIXe siècles                                        | 44° 00′ 02″ N, 4° 52′ 38″ E |              |
| Classicisme, classique                             | Château de Saint-Hubert                                              | Sorgues                | Inscrit MH (1949) · Notice no PA00082168                                                                        | XVIIIe siècle                                                 | 44° 00′ 27″ N, 4° 52′ 03″ E |              |
| Château fort · Classicisme, classique              | Château du Thor                                                      | Le Thor                | Inscrit MH (1996, 2019) · Notice no PA84000008                                                                  | Moyen Âge, XVIIe et XVIIIe siècles, XIXe siècle               | 43° 55′ 44″ N, 4° 59′ 29″ E |              |
| Château fort · Ruine ou disparu                    | Château de Thouzon                                                   | Le Thor                | Inscrit MH (1987) · Notice no PA00082172                                                                        | Moyen Âge, monastère fortifié                                 | 43° 56′ 43″ N, 4° 59′ 08″ E |              |
| Renaissance · Ruine ou disparu                     | Château de La Tour-d'Aigues                                          | La Tour-d'Aigues       | Classé MH (1984) · Notice no PA00082175                                                                         | XVIe siècle                                                   | 43° 43′ 36″ N, 5° 33′ 00″ E |              |
| Classicisme, classique                             | Château de Tourreau                                                  | Sarrians               | Inscrit MH (1963) · Notice no PA00082157                                                                        | XVIIIe siècle                                                 | 44° 05′ 14″ N, 4° 57′ 08″ E |              |
| Renaissance                                        | Château de Massilian                                                 | Uchaux                 | « Photo », notice no MHR93_01846197                                                                             | XVIe siècle, Bio Spa, Restaurant Gastronomique                | 44° 13′ 59″ N, 4° 47′ 36″ E |              |
| Néo-classique · Domaine viticole                   | Château de Saint-Estève                                              | Uchaux                 | | XIXe siècle                                                   | 44° 12′ 10″ N, 4° 48′ 52″ E |              |
| Château fort · Ruine ou disparu                    | Château d'Uchaux (Le Castelas)                                       | Uchaux                 | Inscrit MH (1992) · Classé MH (1994) · Notice no PA00082224                                                     | XIIIe et XIVe siècles                                         | 44° 13′ 06″ N, 4° 48′ 14″ E |              |
| Château fort · Ruine ou disparu                    | Château comtal de Vaison-la-Romaine (Château des comtes de Toulouse) | Vaison-la-Romaine      | Classé MH (1920) · Notice no PA00082182                                                                         | Moyen Âge                                                     | 44° 14′ 14″ N, 5° 04′ 22″ E |              |
| Hôtel particulier · Renaissance                    | Château de Simiane (Hôtel d'Eymeric)                                 | Valréas                | Classé MH (1913) · Notice no PA00082196 · Notice no IA00127874                                                  | XIVe et XVIIe siècles, XVIIIe et XIXe siècles, hôtel de ville | 44° 23′ 00″ N, 4° 59′ 23″ E |              |